# 도포초등학교 영농분교
도포초등학교 영농분교는 대한민국 전라남도 영암군에 있었던 공립 초등학교이다.

## 학교 연혁
- 1970년 9월 1일에 도신국민학교 영농분교장으로 개교
- 1996년 3월 1일에 도신초등학교 영농분교로 개칭
- 1996년 9월 1일 도포초등학교 영농분교장으로 개칭
- 2016년 2월 29일 폐교[1]